# Río Zenta
Río Zenta är ett vattendrag i Argentina.   Det ligger i provinsen Salta, i den norra delen av landet, 1 400 km norr om huvudstaden Buenos Aires.
I omgivningarna runt Río Zenta växer i huvudsak städsegrön lövskog. Runt Río Zenta är det glesbefolkat, med 11 invånare per kvadratkilometer.